# Albert Callam
Albert Callam (* 31. Januar 1887 in Stolp, Pommern; † 1. März 1956) war ein deutscher Parteifunktionär (KPD) und Verlagsleiter. Er hatte maßgeblichen Anteil an der Entwicklung der Presse und Druckereien der KPD in der Weimarer Republik.

## Leben
Callam, Sohn eines Bautechnikers, war ab dem elften Lebensjahr Waise. Er war als Maurer und Fliesenleger in verschiedenen Städten Deutschlands sowie in der Schweiz tätig. 1907 trat er der SPD bei. Bis 1914 war er zusammen mit Fritz Heckert in der Schweiz politisch tätig. Von 1915 bis 1918 musste er als Soldat Kriegsdienst leisten. 1916 schloss er sich der Spartakusgruppe in Chemnitz an und wurde 1917 Mitglied der USPD, 1919 der KPD.
Er war bis 1933 Geschäftsführer von KPD-Verlagen und Druckereien, unter anderem war er der erste Geschäftsführer des Kämpfers in Chemnitz und Geschäftsführer der Neuen Zeitung in Jena (1923). Zeitweise leitete er auch den Verlag des Zentralorgans der KPD Die Rote Fahne. Auf dem VIII. Parteitag 1923 in Leipzig wurde Callam in die Revisionskommission der KPD gewählt.
Nach der „Machtergreifung“ der Nationalsozialisten war Callam weiterhin illegal für die KPD tätig. Er wurde am 30. April 1933 in Breslau verhaftet und bis Februar 1934 im KZ Esterwegen festgehalten. Im Mai 1934 emigrierte er nach Prag, 1937 weiter nach Frankreich. Hier war er für den Druck illegaler Materialien der KPD-Auslandsleitung zuständig, die nach Deutschland geschmuggelt wurden. Er war Mitarbeiter an der Deutschen Volkszeitung in Paris, verantwortlich für den Druck. Callam wirkte auch als Geschäftsführer der von Bruno Frei herausgegebenen Pressekorrespondenz Deutsche Informationen. Im September 1939 wurde Callam in Le Vernet interniert, dann vom 14. Mai 1941 bis 18. Oktober 1941 im Lager Les Milles (Lagernummer 1872).
Callam gelang im Dezember 1941 die Ausreise über Spanien und Portugal nach Mexiko. Dort war er Mitglied der Bewegung Freies Deutschland und von 1942 bis 1946 als Verlagsleiter bzw. als Geschäftsführer der Zeitschrift Freies Deutschland tätig.
Im Mai 1946 reiste er gemeinsam mit Alexander Abusch und Paul Merker auf einem sowjetischen Schiff über Wladiwostok nach Deutschland. Im Juli 1946 trafen sie in Berlin ein. Callam wurde Mitglied der SED und war zeitweise Geschäftsführer beim Berliner Verlag.